# Der Hund, der unterwegs zu einem Stern war
Der Hund, der unterwegs zu einem Stern war (schwed. Hunden som sprang mot en stjärna, 1990) ist ein Roman des schwedischen Schriftstellers Henning Mankell für Kinder und Jugendliche, der auf Deutsch in der Übersetzung durch Angelika Kutsch 1992 im Oetinger Verlag (orig.: Rabén & Sjögren) erschien. Als Taschenbuch ist der Titel bei dtv junior erhältlich.

## Inhalt
Der elfjährige Joel lebt mit seinem ‚Papa Samuel’ in einfachen Verhältnissen in einer schwedischen Kleinstadt. An seine Mutter Jenny hat er keine Erinnerung. Sie hat bald nach seiner Geburt die Familie verlassen, da sie „so eine Unruhe in sich“ hatte, vielleicht aber auch, weil sie „zu jung gewesen“ ist.
So ist Joel seine „eigene Mama“, versorgt den Haushalt, kocht das Abendessen für den Vater, der früher zur See gefahren ist und heute als Waldarbeiter den Lebensunterhalt verdient. Der Vater ist die wichtigste Person für Joel, die Beziehung zu ihm ist aber schwierig und wird durch das Verhältnis, das der Vater mit Sara, der Kellnerin der Bierkneipe eingeht, zunehmend angespannt.
Joel flüchtet sich in eine Phantasiewelt. Er verlässt nachts die Wohnung um einem Hund, den er einsam auf der Straße entdeckt zu haben meint, auf die Spur zu kommen. Dazu gründet er einen Geheimbund, dessen einziges Mitglied er selbst ist. So streunt er nachts herum, begeht auch einen Einbruch, bei dem er sich sein Traum-Fahrrad ‚ausleiht’, kommt aber seinem Hund nicht auf die Fährte, da er keine Spuren hinterlässt. Für ihn wird er „der Hund, der unterwegs zu einem Stern ist“.
Ture, ein etwas älterer und sehr dominanter Junge, wird für eine kurze Zeit Joels Verbündeter, stiftet ihn aber zu Taten an, die er selbst ablehnt. Schließlich verlangt Ture von ihm eine lebensgefährliche Mutprobe, aus der ihn in letzter Minute sein Vater rettet. Durch dieses Schlüsselerlebnis nimmt das distanzierte Vater-Sohn-Verhältnis eine entscheidende Wendung und die Erzählung endet in einer hoffnungsvollen Grundstimmung.

## Zum Verständnis des Romans
„Der Hund, der unterwegs zu einem Stern war“ ist der erste Band einer Tetralogie, der mit den Bänden „Die Schatten wachsen in der Dämmerung“, „Der Junge, der im Schnee schlief“, und „Die Reise ans Ende der Welt“ seine Fortsetzung findet.
Unverkennbar sind die autobiographischen Bezüge: Die Erzählung spielt im Jahr 1956, Mankell ist 1948 geboren, sein Protagonist ist also nur unwesentlich älter als er selbst in diesem Jahr war. Mankell ist, wie Joel auch, ohne seine Mutter aufgewachsen. Sein Vater war, wie Tures Vater in der Erzählung, Richter.
„Der Hund, der unterwegs zu einem Stern war“ ist eine Wintergeschichte. Es dominieren Kälte und Tristesse. Die Beziehungen zwischen den Menschen werden nur ausnahmsweise als warm und herzlich erlebt. Abstoßende Hässlichkeit (die Narbe des Vaters, das nasenlose Gesicht Gertruds, die dicken Brüste Saras) und psychisch kranke Verhaltensweisen (der Alkoholismus des Vaters, die ziellosen nächtlichen Lastwagen-Fahrten des Maurers) bestimmen die Erlebniswelt des Jungen. Fröhlichkeit und Humor haben darin keinen Platz. Aber gerade bei den Außenseitern der Gesellschaft findet Joel Verständnis, Aufrichtigkeit und menschliche Wärme.
Was Joel über diese Winterzeit seiner Kindheit hinüberrettet, ist seine Imaginationsgabe, die in seinen ‚Logbucheinträgen’ Gestalt findet, und das sind die Seefahrergeschichten seines Vaters, die dieser ihm erzählt, wenn er bei guter Laune ist.
Die Erzählung endet an der Schwelle von der Kindheit zum Jugendalter: „Bald kann er nicht mehr kindisch sein, das weiß er. Dann wird der Hund verschwinden.“ Mit dem Winter endet die Erzählung: „Er hat in diesem Sommer noch so viel vor.“